# Laborel
Laborel é uma comuna francesa na região administrativa de Auvérnia-Ródano-Alpes, no departamento de Drôme. Estende-se por uma área de 23,91 km². Em 2010 a comuna tinha 101 habitantes (densidade: 4,2 hab./km²). 5 hab/km².